# 버지니아 가드너
버지니아 가드너(Virginia Gardner, 1995년 4월 18일~)는 미국의 배우이다.

## 출연 작품
- 2020 눈부신 세상 끝에서, 너와 나 - 아만다 역
- 2022 폴: 600미터 - 헌터 역